# Giancarlo Pasqualotto
Giancarlo Pasqualotto Pesquera, más conocido como Giancarlo Pasqualotto (18 de diciembre de 1978), es un actor y cantante venezolano.

## Biografía
Se inició en el medio artístico luego que su hermana Mónica Pasqualotto lo convenciera de hacer un casting para algunas publicidades, comerciales y desfiles de moda. En RCTV incursiona en el mundo de la actuación, comenzando el trabajo como extra en diferentes producciones dramáticas venezolanas, y poco a poco se fue dando mayor importancia actoral en ellas.
Grabó un disco como solista y en estos momentos forma parte del dúo “Giank y Gens”. La canción del dúo “Si tú te vas” ya está empezando a escucharse. Giancarlo Pasqualotto es un artista suficientemente proactivo, tenaz, y por si fuera poco, un hombre con condición humana positiva, y mucho camino por delante.

## Telenovelas
- 2004, Negra consentida .(RCTV) - Arturo
- 2004, ¡Qué buena se puso Lola! . (RCTV)- Él mismo
- 2005, Amor a palos .(RCTV) - Luis Lam
- 2008, Caramelo e' Chocolate .(TVES)
- 2009, Los misterios del amor .(Venevisión)